# 文成賢
文成賢（1952年—），韓國政治家，曾任韓國民主劳动党主席。出生於慶尚南道，在首爾大學畢業，主修企業管理。
1979年開始工作，擔任印刷機車床操作員。1985年成為統一重機工會的會長。1993年擔任韓國全國勞動組合代表會議的書記長，1999年擔任韓國醫院工會聯合會會長一職。
他是民主劳动党的創辦者之一，也是該黨中央委員會的成員，他自2004年起成為該黨於慶尚南道黨部的首長。2006年2月至2007年12月，擔任党主席。
2017年8月23日，獲總統文在寅任命為經濟社會勞動委員會主席。